# یواس‌اس دیفدا (ای‌کی‌ای-۵۹)
یواس‌اس دیفدا (ای‌کی‌ای-۵۹) (به انگلیسی: USS Diphda (AKA-59)) یک کشتی است که طول آن ۴۵۹ فوت ۲ اینچ (۱۳۹٫۹۵ متر) می‌باشد. این کشتی در سال ۱۹۴۴ ساخته شد.